# Shenandoah (Iowa)
Shenandoah és una població dels Estats Units a l'estat d'Iowa. Segons el cens del 2000 tenia 5.546 habitants.

## Demografia
Segons el cens del 2000, Shenandoah tenia 5.546 habitants, 2.421 habitatges, i 1.486 famílies. La densitat de població era de 617,1 habitants/km².
Dels 2.421 habitatges en un 25,9% hi vivien nens de menys de 18 anys, en un 48,6% hi vivien parelles casades, en un 9,7% dones solteres, i en un 38,6% no eren unitats familiars. En el 34,2% dels habitatges hi vivien persones soles el 17,8% de les quals corresponia a persones de 65 anys o més que vivien soles. El nombre mitjà de persones vivint en cada habitatge era de 2,22 i el nombre mitjà de persones que vivien en cada família era de 2,84.
Per edats la població es repartia de la següent manera: un 22,4% tenia menys de 18 anys, un 8,2% entre 18 i 24, un 23,9% entre 25 i 44, un 22,4% de 45 a 60 i un 23,1% 65 anys o més.
L'edat mediana era de 42 anys. Per cada 100 dones de 18 o més anys hi havia 82,5 homes.
La renda mediana per habitatge era de 29.435 $ i la renda mediana per família de 39.110 $. Els homes tenien una renda mediana de 31.657 $ mentre que les dones 18.588 $. La renda per capita de la població era de 16.301 $. Entorn de l'11% de les famílies i el 15,4% de la població estaven per davall del llindar de pobresa.

## Poblacions més properes
El següent diagrama mostra les poblacions més properes.